# Oxidativer Wein
Oxidativer Wein ist ein Oberbegriff für oxidativ ausgebauten Wein, der bei der Weinherstellung einem gesteuerten Sauerstoffkontakt ausgesetzt wurde, was die Reifung und Veresterung des Weins beeinflusst. Dadurch verändert sich der Farb-, Geruchs- und Geschmackseindruck eines Weins.
Beim direkten Kontakt von Wein mit der Luft geht ein kleiner Anteil von Sauerstoff im Wein in Lösung. Dieser Prozess dauert ca. 10 bis 15 Minuten. Die Menge des in Lösung gehenden Sauerstoffs hängt dabei von der Umgebungstemperatur und vom Umgebungsdruck ab. Bei Temperaturen nahe dem Gefrierpunkt gehen ca. 11 mg/l Sauerstoff in Lösung. Bei einer Temperatur von 40 °C liegt die Menge bei nur noch 4 mg/l. Andererseits steigen die angegebenen Mengen bei zunehmendem Druck. Bei 1,5 bar Druck, der bei normalem Umpumpen von einem Behälter in einen anderen Behälter entsteht, verdoppelt sich bereits die in Lösung gehende Menge von Sauerstoff. In der Folge der Aufnahme reagiert der Sauerstoff mit dem Wein (→ Oxidation). Es dauert ca. 10 bis 30 Tage, bis der in Lösung gegangene Sauerstoff verbraucht ist. Bei niedrigen Temperaturen läuft der Verbrauch langsamer ab als bei hohen Temperaturen. Andererseits verlangsamt freies Schwefeldioxid diesen Prozess. Der Effekt des Sauerstoffkontakts auf den Wein wird drastisch gesenkt, falls noch Hefen im Most beziehungsweise reifenden Wein sind. Die Hefen verbrauchen dabei einen großen Anteil des Sauerstoffs und begrenzen dabei die Oxidation des Weines.
Das Gegenstück zum oxidativen Ausbau ist der reduktive Ausbau zur Herstellung frischer, primärfruchtiger Weine, bei dem der Luftzutritt verhindert wird, durch Maßnahmen wie Schwefelung, regelmäßiges Auffüllen des Fasses, Schönung oder Filtration.
Oxidative Merkmale treten unabhängig vom Süße- und Alkoholgrad eines Weins auf, beispielsweise wenn bewusst nur eine geringe bis keine Schwefelgabe durchgeführt wurde.
In der Schweiz werden oxidativ ausgebaute Weine auch Südweine genannt. Tokajer, Sherry, Portwein, Madeira, Marsala, Málaga, Fondillón, Vin Santo, Banyuls und Vin Jaune gehören dieser Kategorie an. Dank ihres meist durch Gaben von Weinbrand erzielten höheren Alkoholgehaltes sind diese Weine immun gegen eine bakterielle Degradierung. Sie reifen zu reichen, recht körperreichen Weinen heran. Ihr Bouquet assoziiert mit Feigen, Dörrfrüchten, Quitten, Nüssen und ranziger Butter. Sie unterscheiden sich von reduktiv ausgebautem Wein durch den
- oxidativen Ausbau,
- höheren Alkoholgehalt und
- oft süßeren Geschmack.